# Carrer Major de Bagà
El Carrer Major de Bagà és una via pública del municipi de Bagà (Berguedà) inclosa en l'Inventari del Patrimoni Arquitectònic de Catalunya.

## Descripció
És un carrer estret amb certa pendent del traçat probablement ja del segle XIII. És l'accés principal de la plaça major des de la parroquial i la placeta de la nova casa de la vila. És un carrer curt, flanquejat per cases de planta baixa i dues pisos superiors majoritàriament. En destaquem una d'arrebossada, construïda a principis dels vuitanta del segle XX; així com algunes llindes i brancals esculpits d'altres habitatges. Molts d'ells, però, han estat refets amb el temps.

## Història
El traçat i la parcel·lació del lloc daten del s. XIII. És el 1233 quan s'atorga la carta de fundació i de privilegis per al poblament de la vila. Es pensa que el carrer és fruit d'aquest moment, molt possiblement ideat per Galceran de Pinós, l'aleshores baró del lloc.